# Nový hrad u Kunratic
Nový hrad u Kunratic (též Nový hrádek nebo Hrádek, německy Wenzelsburg, v minulosti také Wenzelstein) je zřícenina královského gotického hradu z počátku 15. století v Kunratickém lese na lesnaté ostrožně obtékané Kunratickým potokem. Nachází se v pražské městské části Kunratice. Zřícenina je od roku 1965 chráněna jako kulturní památka.

## Historie
Stavbu hradu nařídil král Václav IV. roku 1411 a již z roku 1412 existují záznamy o králově pobytu na hradě, který se sem rád vydával za odpočinkem ještě před úplným dokončením stavby. Sám Václav IV. chtěl, aby se hrad jmenoval po něm, podobně jako tomu bylo u Karla IV. a jeho Karlštejnu. Hrad měl tedy nést název Wenzelstein. Toto pojmenování se ale neujalo a lidé ho nazývali jednoduše Nový hrad nebo Nový hrádek u Kunratic.
Roku 1419 zde král Václav IV. přijal zprávu o defenestraci jím dosazených novoměstských konšelů 30. července, která u něj vyvolala záchvat zuřivosti následovaný prý lehkou „mrtvicí“. A o dva týdny později, 16. srpna 1419, se tu podle dobových kronik „skácel k zemi s řevem takřka lvím“ a po tříhodinové agónii zemřel na mrtvici. Skutečná příčina úmrtí není jistá, snad se jednalo o infarkt myokardu.

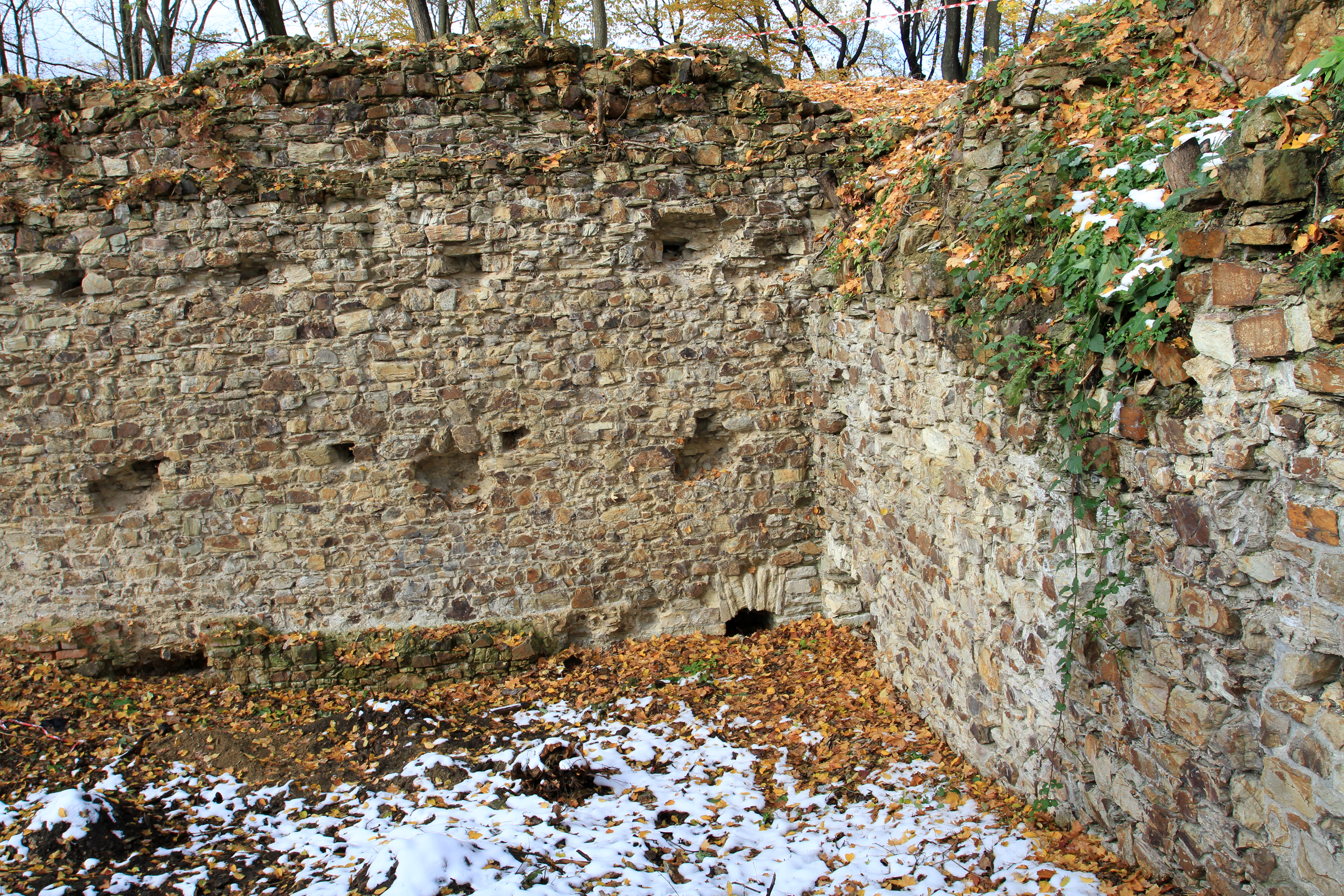
Vnitřek jedné z místností

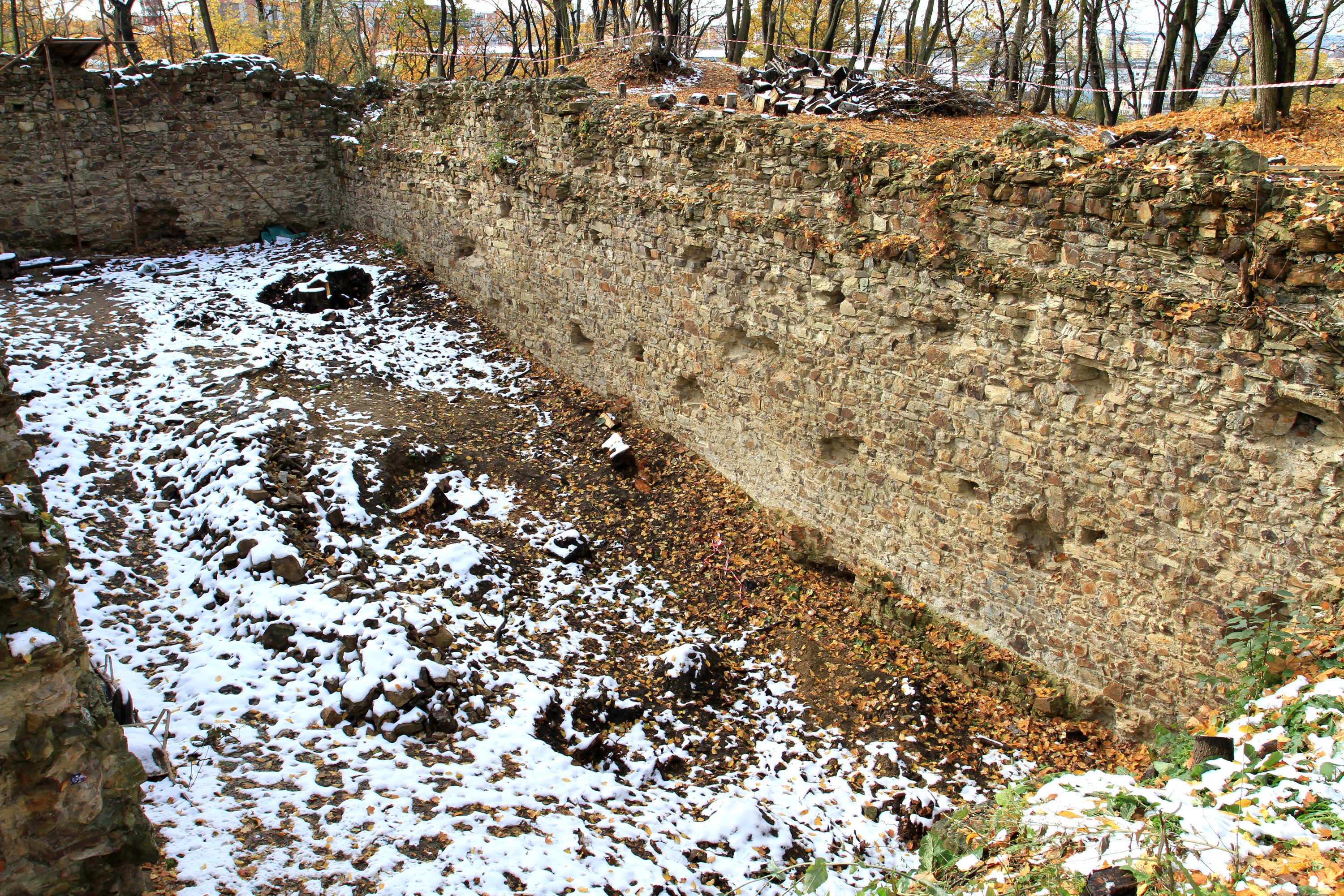
Nový hrad (Kunratice)

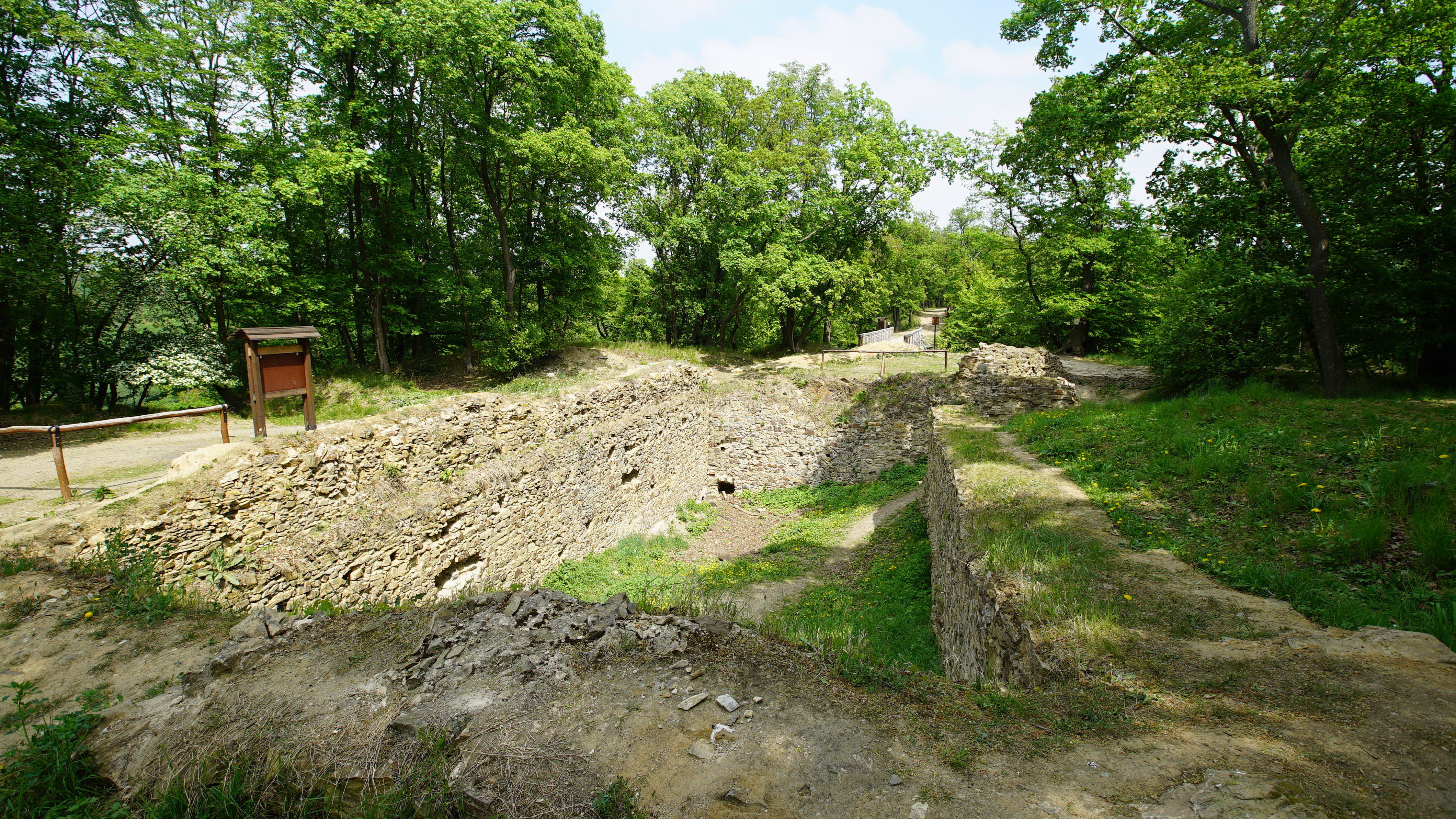
Zřícenina hradu

Defenestrací v době Václavových posledních dní na kunratickém hradě se ohlásil počátek husitské revoluce. V polovině prosince 1420 byl hrad obležen pražany. 27. ledna 1421 byl dobyt a zdevastovaný vypálen.
Žádný panovník už neprojevil zájem ho obnovit. Zbytky kamenných zdí byly později částečně rozebrány na okolní stavby. Od roku 1735 do konce 18. století však byla ve zřícenině kaple sv. Jana Nepomuckého.
Na konci 19. století byl hrad srovnán se zemí do úrovně sklepů, aby nelákal pražské výletníky. V místě bývaly také lomy na břidlici.

## Stavební podoba
Nový hrad byl tvořen dvěma paláci a hranolovou věží se dvěma vstupními bránami. Neopevněné předhradí bylo od hradu odděleno další hradbou s příkopem.
Dodnes se zachovaly jen skromné zbytky zdí obdélného paláce a věže. V předhradí jsou stále patrné zbytky husitských valů z doby obléhání hradu. Zříceniny hradu jsou celoročně volně přístupné po modré turistické značce.
V roce 2012 až 2013 proběhla rozsáhlá sanace zachovaných zbytků hradu. Byly vykáceny stromy, které narušovaly zdivo. Zdivo bylo částečně doplněno a staticky zajištěno. Byl postaven nový dřevěný most přes šíjový příkop. Práce byly dokončeny v září 2013.

## Archeologie
V souvislosti s výzkumem dějin husitského hnutí byl v padesátých letech 20. století uskutečněn archeologický výzkum Národního muzea. Jeho výsledkem bylo přemístění kamenné krbové římsy do sbírek Lapidária Národního muzea v Praze (kde byly rekonstruovány chybějící části a od roku 1958 je vystavena ve stálé expozici). Dále došlo k shromáždění sbírky archeologických nálezů od konce 14. do 15. století, zejména keramiky a kovů, včetně šipek a seker z období dobytí hradu. Historii dobývání hradu popsala Zoroslava Drobná.

## Velká kunratická
Od roku 1934 prochází přes zříceninu trasa každoročního přespolního běhu Velká kunratická. Výstup od Kunratického potoka k Hrádku (jak se mezi závodníky a organizátory Nový hrad označuje) je nejtěžší a nejobávanější, ale pro mnohé závodníky i nejlákavější místo celého závodu.